# 太閤立志伝V
『太閤立志伝V』（たいこうりっしでん・ファイブ）は、2004年3月12日にコーエー（後のコーエーテクモゲームス）から発売されたWindows用シミュレーションゲーム（同社はリコエイションゲームと呼称）。太閤立志伝シリーズの第5作。前作『IV』に続き台湾でも発売されている。
その後、追加要素を加えたPlayStation 2（以下、PS2）版やPlayStation Portable版がそれぞれ発売された。また、「コーエー定番シリーズ」などの廉価版シリーズも発売された。本作を最後に続編はリリースされていない。
2022年5月19日に追加要素を加えたHDリマスター版となる『太閤立志伝V DX』がNintendo Switch及びWindows（Steam）発売。

## 概要
前作『IV』からのカード制を踏襲し、武士・忍者・商人以外にも新たに海賊、剣豪、鍛冶屋、医者、茶人でのプレイも可能となり、さらに前作ではおまけ的扱いだった武士以外の職業でのプレイも本作では充実した。海賊及び商人では那覇（琉球）・釜山（朝鮮）・寧波（明国）・呂宋（南蛮）といった4箇所の海外拠点へも渡航可能になっている。
またそれに伴い、忍者・海賊・剣豪などの登場武将も増え、プレイ可能武将数はWindows版は800人、PS2版は860人とこれまでで最も多く、その他にも武将の妻や僧侶、宣教師など武将以外の人物も多く登場する。武将グラフィックも『III』、『IV』のアニメ調から劇画調に変更され、一部「信長の野望シリーズ」からの流用も見られる。
さらに前作では修業や内政の際にはミニゲームをその都度行う必要があったが（PS2版以降で条件を揃えた場合を除く）、本作ではミニゲームを省略する設定も追加された。ただしその際の成績はプレイヤーの技術が反映されないため能力値に準じたものとなり、また一部のイベントの際には省略設定にしていてもミニゲームを行う必要がある。さらにやはり前作のPS2版にあった、獲得札枚数増加により新モードが追加になる要素が本作ではWin版にも搭載されている。他のコーエー作品ではパワーアップキットにより追加されることの多い武将データエディタ機能も、本作では全ての札を集めることで追加される。
プレイヤーが独自の架空武将としてゲーム内に登場させられる新武将の作成も、前作ではあらかじめ決められたグラフィックの中からしか選べなかったが、本作では顔や小物のパーツを組み合わせて自分好みの顔を作成できるようになった。またシリーズ上はじめて女性武将でのプレイも可能になったり、自分以外の新武将も同時に最大40人まで登場させられるようになったりもしている。
タイトルロゴも『I』から『IV』までで使われてきた書体から変更された。

## 購入に関して
Windows版の初期版についてはバグが数多く存在し、パッチ（アップデータ）をダウンロードする必要がある。ただし中古ソフトを購入した場合、前の所有者によりユーザー登録用シリアル登録が行われていると、バグを修正するためのパッチや後述のイベントコンバータ（イベコン）のダウンロードはできない。ベスト版ではバグについては修正されているが、中古の場合イベコンが使用できないのは初期版と同様である。
正式対応しているのはXPまでで、Windows Vistaへの対応パッチは出されていない。ただしコーエー公式サイトでは一部インストールおよびアンインストール時、前述のパッチ適用時などに不具合があるものの、それ以外は問題なく動作するとしている。
またPS2版は動作が前作に比べやや重いが、ハードディスク（PlayStation BB Unitに搭載）にインストールすることでかなり軽くなる（ただしSCPH-70000以降ではPlayStation BB Unitに非対応のため、ハードディスクを搭載できない：PlayStation 2も参照のこと）。また初期版には一部のイベントが起きない不具合が存在する。ベスト版ではこの不具合は解消されている。
DX版ではCS版の追加要素を含めたうえでPC版のみイベントコンバータが使用可能であるがバグが多いまま放置されている。

## 能力値・技能
能力値は「統率」「武力」「政務」「知謀」「魅力」「野心」となり、前作の「内政」「外交」が「政務」「知謀」に変更された。最大値は100だがアイテムおよび称号による補正も前作『IV』に引き続き存在する。技能は「足軽」「騎馬」「鉄砲」「水軍」「弓術」「武芸」「軍学」「忍術」「建築」「開墾」「鉱山」「算術」「礼法」「弁舌」「茶道」「医術」の16個と大幅に増えた。基本的には前作と変更はないが、本作では使用できる武器が刀剣以外にも広がったため「剣術」が「武芸」に、建設対象が城以外にも広がったため「築城」が「建築」に変更された。また本作では技能レベル4までとなり、さらにその上の「☆」も存在するため（イベントコンバータを使用しない場合は主人公のみ）、実質6段階となっている。

## プレイスタイルの種類
前作においても武士以外にも忍者や商人に入門してのプレイが可能だったが、Win版では武士以外に正規エンディングが用意されていないなど、あくまでメインは武士プレイだった。本作では武士以外の勢力でのプレイも充実している。プレイ方法には大きく分けて本業となる勢力プレイ（武士・忍者・海賊・商人：他と兼務することはできないが天下一となる正規エンディングが存在する）と、副業となる職業プレイ（剣豪・医者・鍛冶屋・茶人：本業と兼務できる）の2種類が存在する。
最初からプレイできるのは木下藤吉郎（武士プレイ向き）のほか、服部半蔵（忍者プレイ向き）・九鬼嘉隆（海賊プレイ向き）・納屋助左衛門（商人プレイ向き）・柳生宗厳（剣豪プレイ向き）の5人だが、ゲームの進行とともにカードを集めていくことでシナリオが増えたり、新武将のパーツが増えたり、別の主人公でプレイできたりするようになっている。なお前述の5人でそれぞれに向いた「おすすめプレイ」をすると、未経験の主命を受けたり身分が上がったりした時などに「うんちく爺さん」（『太閤立志伝Vマニアックス』によると裏設定では正体は『南総里見八犬伝』の丶大法師）が現れて、プレイへの助言をしてくれる。
また例えば医者の場合、病気にかかりやすい人物を死なせないようにすることができ、自らも病気にかかりにくくなるなど、職業プレイを勢力プレイに生かせることもある。
またあらかじめ用意されたプレイの他にも、プレイヤーの進め方により旅人・遊び人・辻斬りなど、様々なプレイスタイルが可能である。また本作では「名声」と「悪名」というパラメータが存在し、良い意味で人目を引く事（個人戦で「剣豪」等といった個人戦に関する技能の高い武将に勝利する、称号札を入手する等）をすれば「名声」が、悪い行い（武将を襲う、破壊工作をする（忍者衆に依頼した場合には依頼者は上がらない）、謀反を起こすか上司に謀反を促す、診療の際に効かない薬を与えた挙句ふっかける等）をすれば「悪名」が高くなる。この2つのデータによってはゲームにプラスに働くこともマイナスに働くこともある。例えば「名声」が高いと宿屋や酒場でまけてもらえる、城主に会わせてもらえる、取り込み中でも取り次いでもらえるなどのメリットが存在するが、顔を知られていることで忍者への入門はできなくなる、忍者に襲撃されやすくなるなど必ずしもメリットばかりではない。一方「悪名」が高いと仕官を断られやすくなる、町中で剣豪クラスの武将に狙われやすくなる、住民安定度が下がりやすくなるなどデメリットがあるが、賊に出会っても向こうが恐れをなして逃げ出すこともある。どちらもゲーム内の時間経過とともに下がっていくが、悪名は寺で布施を行うことでも下げられる。

### 勢力系プレイ

#### 武士プレイ
『初代』からあるプレイスタイルで、足軽組頭から出世し、所属する大名の下で城主などとして全国の城を制圧、従属させて覇業達成を目指す、あるいは謀反を起こしたりイベントが起きたりすることにより、自らが大名となり全国制覇を目指すプレイである。
プレイの幅としては最も充実しており、初代同様悪の限りを尽くしてのプレイなども可能になっている。

#### 商人プレイ
自らの属する商家が全国全ての商業圏において商人司（あきんどつかさ）となること、あるいは御用商人となっている大名家の全国統一もしくは正一位叙任を目指す。
商人プレイでも武士プレイと同じく評定が開かれ主命が与えられることとなる。商人特有の主命には米の買占め、行商、高利貸しなどがある。見習から勲功を積んで行くと手代、番頭と出世していき、最終的に支店を任されて支配人に任命されることとなる。そこから更に業績を伸ばし続けることでのれん分けを許され、当主となることができるが、他の職業とは異なり謀反などによる自発的な独立はできない。
当主になった後は前作同様2つの町の間で販路を引き、その利益を得ることができる。各町の座で投資することで町の規模を上げ、新たな交易品を作ることは商人でなくてもできるが、商人プレイでは販路の結び方によってはそれぞれの町の交易品を組み合わせて二次（あるいは三次）加工品を作ったり、海外との交易を行ったりもできる。ただし海外渡航するには行き先に応じた外交文書を所持していることと、自商家と親密度の高い海賊衆がいることが必要となる。
商人司
商人司になるにはまずそれぞれの地方で支配力が最大の大名家の御用商人になる必要がある。御用商人には大名家に矢銭を納入し関係を良くした上で、家老以上に口利き役となってもらうことでなれる。御用商人になれば商人司争いに参加できる他、前作同様大名家に戦略を進言することもできるようになる。
商人司争いでは各商家がそれぞれ別の町を担当し発展させていくこととなる。商人司争いは1ヶ月間行われ、通常は作業に励んだり投資を行ったりすることとなるが、町を離れて一度だけ「工夫」をすることができる。成功すると町の発展度と自らの勲功が上がる。また敵商家の妨害を行うこともできる。自分で敵商家の担当する町を訪れて妨害することもできるし、忍者に妨害を依頼することもできる。1ヶ月経過後に最も町を発展させた商家が商人司の地位を得られる。

#### 忍者プレイ
下忍から出世し、頭となって、全国にある忍びの里を統一することや、忍びの里に伝わる忍術全てを習得すること、あるいは支持する大名家の天下統一を支えることなどを目指す。
仕官直後は下忍で、評定で主命を受け勲功を溜めることで、中忍、上忍と出世していき、最終的に里を任されて元締に任命されることとなる。忍者の主命は次で述べる海賊の主命とも一部共通するが、貴重品入手、販路や要人の護衛（あるいは襲撃）、流行作りといったものがある。また忍者衆は合戦の際に特殊な兵科を使うこともできる。ただし忍者を辞め他の職業に就くと使えなくなるものもある。なお、忍者を辞める際は自分の上司に個人戦で勝利しないと抜ける事はできず、抜けた後も抜け忍狩りの襲撃に遭う（一定数返り討ちにすると出てこなくなる）。
忍者プレイでは悪名が上がる主命が多く、商人とは異なり勲功を溜めても独立はできないが、元締となれば謀反によって自発的に独立して頭となることが可能。また、苗字のない自動設定の架空武将が頭の場合、勲功が一定値まで達すると頭が死去し後を継げる。苗字のある頭が寿命を迎えた場合でも血縁や勲功次第で跡継ぎとして選ばれる事がある。服部半蔵の場合はイベントで頭になれることもある。

#### 海賊プレイ
自らの属する海賊衆が全国にある水軍砦を統一すること、あるいは支持する大名家の天下統一を支えることを目指す。
仕官直後は水夫（かこ）で、勲功を溜めることで水夫頭、船頭（ふながしら）、砦を任される船大将と出世していくのは忍者と共通している。海賊独特の主命としては、船建造や港町護衛、沿岸襲撃といったものがある。
頭領となるには、忍者と同じく船大将で謀反独立をするか頭領の寿命を待つ以外に、操作武将の能力が頭領を上回っていた場合には砦を乗っ取ることもできる（ただし、前述の通りWin初期版ではパッチを適用しないと九鬼嘉隆以外では発生しない）。また、海賊でも商人とともに海外との交易に関わることができる。

### 副業系プレイ

#### 剣豪プレイ
様々な流派もしくは我流で修業する等して武芸を極めるプレイである。剣豪として認めてもらうためにはまず印可状を得るもしくは「剣豪」等といった個人戦に関する高い称号札を入手する必要がある。そのためには道場や民家にいる流派に属している人物に贈り物や茶席、手合わせ等を行って親密度を上げた上で入門するか個人戦での勝利を重ねていく形で武芸修業に励んでいく。
入門を許されたら、師匠や同門の人物に秘技を教わることができるようになる。師匠から秘技を教わることを繰り返すうちに印可状をもらえることとなる。
印可状を入手したら、自ら新流派を興したり、瞑想を経て秘術を修練したりすることもできる。浪人ならば自宅に道場を構えて弟子を取ることもできる。また大名家の兵法指南役となることで収入を得られる。
なお、印可状を入手しなくても「剣豪」などの個人戦に関連する高いランクの称号札を入手すれば流派を興す事も可能。

#### 医者プレイ
薬草を調合し、診療所を設けて様々な人の病を癒していくプレイである。医者になるには医師宅で「医術」を上げることが必要で、師事を繰り返すうちに「診療」札やその他薬を作るのに必要な札が入手できる。
医者になった後は自宅で診療所を開けば、訪れる患者を診察したり、薬を調合したりすることが可能になる。診療所を開かなくても病気になっている人物のもとを往診に訪ねることもできる。診療時には無料で行い「医は仁術」を地で行くこともできれば、あえて効かない薬を出した上に診察代はふっかけるという悪徳医師となることもできる。また薬の原料となる生薬を座で売って稼ぐこともできる。

#### 鍛冶屋プレイ
諸国の鍛錬技法を学び、自ら武器を鍛えて名声を獲得していくプレイである。鍛冶屋で下働きをして経験を積んで行くと鉄や火薬といった材料を得るのに必要な技術、さらには刀剣製作や鉄砲製作に必要な技術を入手できる。
これで自宅に鍛冶屋を開けるようにはなるが、最初から価値の高い武器を作ることはできず、経験を徐々に積み重ねなければならない。さらに価値の高い武器を作るにはイベントを起こして一層高度な技術を獲得する必要がある。
また鍛冶屋の修行を積むことで、交易品の最大積載量を30000まで増加させることができる（PS2版のみ）。前作においては「楽市楽座」など最大積載量を上げるカードが入手しやすかったのに対し本作では入手しづらいため、商人プレイ以外での最大積載量を増やす方法となっている。

#### 茶人プレイ
戦国時代に流行していた茶の湯を極め、自ら茶室を設け、茶器を作成し、さまざまな人物を茶席に招待して名声を獲得していくプレイである。そのためには茶人宅で「茶道」を師事する必要がある。茶席を重ねていくと茶人としての称号を得られる。自宅に茶室を建てることができるようになると、他の人物を茶室に招いたり職人に茶器製作を依頼したりすることでさらなる高みを目指すこととなる。
茶室には他の人物を2人まで招くことができ、友好度の低い者同士を招くことで両者の友好度を上げたり、大名に御用商人を推挙したりもできる。これを利用して自分の思う方向に世の中を動かすことも可能になっている。

## 戦闘
個人戦、野戦・攻城戦は前作『IV』ではカードバトルとなっていたため、カード引きの面で運の要素が介在していたが、本作では技能・特技などといったものこそ札（カード）として表現はされているものの、カードバトルの要素はなくなった。

### 個人戦
個人戦は相手の動きを予測して移動し、多数存在する秘技を活用して倒す形式となった。前作では使用できる武器は刀剣のみだったが、本作では刀剣・苦無・槍・弓・鎖鎌・鉄砲の6種類に増えている。各武器の特徴は次の通りとなっている。
刀剣
近距離しか攻撃はできないが、使用可能な秘技・装備可能な武器の種類は最多。「武芸」が影響する。
苦無
威力は弱いものの、近距離から遠距離まで攻撃範囲は広い。「忍術」が影響し、秘技も忍びの里で修得できる。
槍
中距離しか攻撃できないため、間合いが重要となる。「武芸」が影響する。
弓
長距離武器で、射た後1ターン強制的に防御体勢をとる形で硬直する。「弓術」が影響する。
鎖鎌
近距離から中距離まで攻撃できる。「忍術」が影響し、秘技も忍びの里で修得する。
鉄砲
長距離武器で弓よりも強力かつ攻撃範囲は最も広いが、撃った後2ターン硬直する。「鉄砲」が影響する。
秘技の使用には種類に応じた「気合」が必要となる。「気合」は1ターンごとに1つ増え、敵から攻撃を受けたり移動せずに防御（弓・鉄砲で攻撃後の硬直状態含む）を行ったりすることでさらに1つずつ増える。商人への師事で習得可能な銭投げ（PS2版では強化版の大盤振る舞いも登場）で敵を誘導して、医者への師事で習得可能な止血で体力を回復させ、ある里の忍者への師事で習得可能な雲隠れの術で離脱するなど、他の職業で身につけた特技が活用できる。また、攻撃系秘技は弓・鉄砲専用のものでも通常攻撃と違い攻撃後の硬直はない。
PS2版以降では自らの体力を削って「気合」を最大にできる「羅刹」、前述の「大盤振る舞い」など新規秘技の追加や、一部の既存秘技について消費気力など性能の調整がなされており、Win版とは異なる戦い方が要求される。

### 合戦
本作では武士プレイの場合、他家の城に攻め込む際に攻込名分が重要となる。敵対していない大名家にいきなり攻め込むこともできるが、悪名が上がり世間の信頼を失う。攻込名分は自勢力が攻撃を受けるか、相手家から同盟破棄や宣戦布告、降伏勧告をされることで生じる。攻込名分のない大名家を攻める際に悪名を上げたくない場合は、まず宣戦布告などを行い相手に攻込名分を生じさせ、相手が攻撃してくれば攻込名分がこちらに生まれる。あるいは朝廷に外交工作を行い「治罰綸旨」を出してもらうことでも攻込名分を得られるが、こちらは朝廷への貢献度が対象大名より低い場合には実行不可。

### 野戦
野戦はヘクス戦となり、従来のシミュレーションゲームの要素が強くなっている。武士の場合など「水軍」技能が低い人物の率いる部隊は海の上では風に流されるなどすることもある。逆に海賊は海の上では強いが、上陸すると途端に弱くなることも多いので、戦術を工夫する必要がある。
特技のシステムはWin版とPS2版以降で異なり、Win版は「軍学」に応じた特技使用回数だけ特技を使用可能になっている。連続して特技を使用することも可能だが、1回の野戦では1種類につき1回しか使えない。一方PS2版はターン毎に増える「特技」を溜めていき（通常は1増えるが、その場で待機すると2増え、10まで増える）、種類に応じてそれを消費する形になった。連続して使用することは難しいが、同じ特技を何回も使うことが可能になっている。また野戦マップもWin版より小さくなり、一部合戦札の効果も変更されている。変更されていないものでもマップが小さくなった影響を受けているものもある。

### 攻城戦
攻城戦では郭の概念が存在し、大手門、（四の丸、三の丸、二の丸、）本丸と順番に落としていく形式になっている（括弧内は城規模により存在しないこともある）。これ以外に搦め手もあるが、兵科が忍者か海賊でないと配置できない。主人公が大名家所属の場合は、忍者や海賊に援軍を依頼することで搦め手から攻めることもできる。また城攻めに特に戦術が必要ない場合は全部隊を委任して簡易戦闘とすることもできる（イベント合戦によりできない場合もある）。
城（あるいはその他の拠点、以下略）を攻めるのに力技で軍団長を壊滅または退却させたり、城防御度を0にしたりすることで落城させることもできるが、兵を消耗する上に住民安定度も下がる。本作では交渉部分が重んじられており、これにより治安を悪化させずに城を落とすことができる。交渉内容としては戦況に応じて降伏勧告や城外退去、物品供与や停戦約定などの駆け引きが可能になっている（イベント合戦により交渉ができない場合もある）。
特技についてはWin版では「軍学」に応じた使用回数だけ使える点は野戦と同じだが、野戦とは異なり同じ札を何回も使うことができるようになっている。PS2版では野戦と同じ。
また前作まででは城を落とした後、行き先変更の命令を出すことで連続して別の城を落とすことも可能だったが、本作のWin版では落城させた後は城へ帰還するまで操作を受け付けないようになった。PS2版以降では連続しての進撃も可能になっている。

## シナリオ
登場するシナリオは以下の通り。
- 「乱麻の章」（1554年）…前作の「乱世の余燼」から1年さかのぼった1554年のシナリオ。厳島の戦いや道三と信長の正徳寺の会見などのイベントがある。
- 「日輪の章」（1560年）…最初からプレイできるシナリオはこのシナリオだけである。シリーズの基本時代設定。ただし本作では桶狭間の数ヶ月前からスタートする。
- 「昇龍の章」（1568年）…信長上洛直後のシナリオ。前作「覇王の危機」との違いはまだ信長包囲網が出来る前の段階であること。
- 「覇道の章」（1575年）…前作の「平安楽土の階」から2年さかのぼった長篠の戦い直前のシナリオ。鉄砲による三段撃ちの他、手取川の戦いのイベントなどが見られる。
- 「転変の章」（1582年）…本能寺の変の直前シナリオ。天目山の戦いで武田勝頼を滅ぼすなどすれば、本能寺の変を起こしやすくなっている。
- 「太平の章」（1598年）…前作の「夢のまた夢」シナリオとほぼ同様の時代設定となっている。唯一の秀吉死後のシナリオである。
- 「流亡の章」（1549年）…CS・DX版のみ。乱麻の章から更に5年さかのぼり、織田信秀、松平広忠、大内義隆ら従来のシナリオの父親の代の武将も多く登場する。
- 「夢幻の章」（1560年）…CS・DX版のみ。全ての武将が同年齢で登場し、名前によって分けられた大名家に所属する架空の戦国世界。他のシナリオで武将の妻になっている女性が宿屋娘として登場し結婚できるなど、特殊要素もある。
- 「浪華の章」（1584年）…DXで追加。前作の「猿公と古狸」シナリオとほぼ同様の時代設定となっている。

## イベントコンバータ
Windows版ではユーザー登録者に「イベントコンバータ（イベコン）」が公式サイトより配布され、プレイヤーがスクリプト形式で自由にイベントを作成できる機能が搭載された。ユーザーはいったんテキストファイルにて所定の形式でスクリプトを記述し、それをイベントコンバータに読み込ませる。コンバートに成功するとゲームで使用するためのファイルが出力され、それを所定のフォルダに移動させることでイベントなど新機能を追加できる。
PS2以降の家庭用ゲーム機向けに発売されているコーエーのシミュレーションゲームの大半は、Win版にはなかった新要素を追加したり、バランスの再調整をしたりして発売することが通例になっており、また家庭用機版の追加要素をWin版に追加するパッチが提供されることは少ないため、Win版は「PS2版のβ版」といった位置付けになっていることが多い。本作においてもそれは例外ではないが、本作のWin版の場合はイベントコンバータによりパソコン版ソフトであるがゆえの利点が存在する作品となった。
過去のコーエー作品にも『信長の野望・嵐世記』『信長の野望・蒼天録』のPK（パワーアップキット）で、いくつかの選択肢を選んだりテキスト入力を行ったりすることによってイベントを作成できる機能が搭載されたこともあったが、ゲームシステムに及ぼせる影響はやや限定的だった。本作ではスクリプト形式になったため製作には高度なテクニックが要求されるが、その分可能なことも多くなっている。実際、以前のシリーズ作品には存在したが本作には取り入れられなかった要素やPS2版の要素を一部追加するなど、ゲームの仕様上の不満を修正するためのスクリプトもユーザー間では配布されている。またイベントコンバータ以外にも、ユーザー間では武将グラフィックやBGMなどを変更する非公式のツールも多数作成されている。

## CS版での追加要素
前述した部分も一部あるが、PS2版では秀吉が織田家に仕える前、信長がまだ当主ではない時期（1549年）シナリオが新たに登場し、また全ての武将が同年齢で登場し、架空の配置で始まるシナリオなども追加されている。新たな登場人物も、吉川元春の妻新庄や二階堂盛義が登場するのをはじめ、多数追加された。さらに信長家督相続前のイベントや、『大航海時代IV』の登場人物であるリルや女性忍者・海賊との結婚イベントなどイベントやアイテム、特技札その他の札も同様に大幅に追加された。ミニゲームや合戦のシステム変更も行われ、部下への長期修業の指示や技能指南などもできるようになっている。一方でWin版のイベコンはCS版には搭載されていない。